# Домбровець (Малопольське воєводство)
Домбровець (пол. Dąbrowiec) — село в Польщі, у гміні Харшниця Меховського повіту Малопольського воєводства.
Населення — 159 осіб (2011).
У 1975-1998 роках село належало до Келецького воєводства.

## Демографія
Демографічна структура станом на 31 березня 2011 року:
|          | Загалом | Допрацездатний вік | Працездатний вік | Постпрацездатний вік |
| -------- | ------- | ------------------ | ---------------- | -------------------- |
| Чоловіки | 74      | 18                 | 46               | 10                   |
| Жінки    | 85      | 25                 | 45               | 15                   |
| Разом    | 159     | 43                 | 91               | 25                   |